# 047号線 (チェコ)
チェコ国鉄047号線、別名トルトノフ〜テプリツェ・ナド・メトゥイー線（チェコ語：Železniční trať Trutnov – Teplice nad Metují）は、チェコ国鉄の鉄道線の名称である。
1908年に開業した。

## 運行形態

### 快速「スピェシニー(Sp)」（春・夏）
- トルトノフ - テプリツェ - ホツェニ　【春・夏の土曜・休日運行】
春・夏の土曜・休日限定で、一日1往復運行する。テプリツェ以南は026号線に直通する。トルトノフ停留所、ルホタ、ホドコヴィツェを通過する。
過去の運行形態
2016年6月30日に、アドルシパフ - ホツェニ間に運行を開始した。当初は春・夏の平日も運行していた。
2019年に、一日2往復（金曜日は3往復、日曜日は1.5往復）に増発された。
2020年に、金曜日は1.5往復、土・日曜日は2往復の運行となった。
2021-24年度は運行していない。
2025年度より、トルトノフ - ホツェニ間で春・夏の土曜・休日に限り運行を再開する予定。

### 普通（春・夏）
- トルトノフ - テプリツェ　　※チェコ鉄道による運行
トルトノフ～アドルシパフ間が2時間に1本、アドルシパフ～テプリツェ間が1時間に1本の運行。さらに、アドルシパフ - テプリツェ町間に、土曜・休日と夏の平日に限り1時間に1本が増発される。一部、026号線のメジムニェスチーまで直通する便がある。
過去の運行状況
2016年以前は、テプリツェ - テプリツェ町間の区間列車が運行していなかった。アドルシパフ - テプリツェ間の運行本数が1-2時間に1本であった。平日の全便と休日のテプリツェ方面行がルホタを通過していた他、休日にはスカーリやテプリツェ町を通過する列車も運行していた。
2017年に、全列車がルホタ停車となった。
2018年に、テプリツェ - テプリツェ町間のみ、毎時1本運行される様になった。
2021年に、アドルシパフ - テプリツェ間が毎時1本（春季の休日と夏季2本）に増発された一方、夏季の休日も含めて全列車各駅停車となった。
2025年度より、春季の休日と夏季に運行される毎時1本の列車が、アドルシパフ - テプリツェ町に区間短縮となった。

- アドルシパフ - テプリツェ - ヴロツワフ　【土曜・休日運行】　※GW Train Regio社による運行
土曜・休日限定で、一日2往復の運行。テプリツェ以西は027号線に直通する。
2024年に運行を開始した。当初は一日1往復の運行であったが、2025年度より2往復に増発される予定。

### 普通（秋・冬）
- トルトノフ - テプリツェ　　※チェコ鉄道による運行
テプリツェ - テプリツェ町間は、季節問わず1時間に1本の運行。テプリツェ町以西は2時間に1本の運行となる。一部、026号線のメジムニェスチーまで直通する便がある。
過去の運行状況
2016年以前は、全線で一日6往復（休日7往復）の運行で、テプリツェ - テプリツェ町間の区間列車が運行していなかった。平日の全便と休日のテプリツェ方面行がルホタを通過していた。
2016年末に、全列車がルホタ停車となった。
2017年末に、テプリツェ - テプリツェ町間のみ、毎時1本運行される様になった。
2021年末に、全線通しが平日のみ1往復増発され、2時間に1本の運行となった。

### 過去の運行系統
- 普通　　※GW Train Regio社による運行
  - アドルシパフ - テプリツェ - ヴァウブジフ/ヴロツワフ　【春・夏の土・日曜日のみ運行】
一日3往復運行していた。テプリツェ以東は026号線に直通していた。
2021年年度に一日2往復に削減され、2023年度以降休止。

## 駅一覧
以下では、チェコ国鉄047号線の駅と営業キロ、停車列車、接続路線などを一覧表で示す。
- ■印：全列車停車

| 路線名 | 駅名                                     | 駅間営業キロ | 累計営業キロ | Os | 接続路線                                               | 所在地                     | 所在地       |
| ------ | ---------------------------------------- | ------------ | ------------ | -- | ------------------------------------------------------ | -------------------------- | ------------ |
| 032    | トルトノフ本駅                           | -            | 3.1          | ■  | 032号線（スヴォボダ方面）、040号線（コリーン方面）     | フラデツ・クラーロヴェー州 | トルトノフ郡 |
| 047    | トルトノフ中駅                           | 3.1          | 0.0          | ■  | 032号線（プラハ方面）、043号線（センヂスワフ方面）     | フラデツ・クラーロヴェー州 | トルトノフ郡 |
| 047    | トルトノフ停留所                         | 1.1          | 1.1          | ■  | トルトノフ・ポルジーチー駅発着： 032号線（プラハ方面） | フラデツ・クラーロヴェー州 | トルトノフ郡 |
| 047    | ルホタ・ウ・トルトノヴァ駅               | 2.4          | 3.5          | ■  |                                                        | フラデツ・クラーロヴェー州 | トルトノフ郡 |
| 047    | ペトルジーコヴィツェ駅                   | 2.3          | 5.8          | ■  |                                                        | フラデツ・クラーロヴェー州 | トルトノフ郡 |
| 047    | フヴァレチ駅                             | 2.9          | 8.7          | ■  |                                                        | フラデツ・クラーロヴェー州 | トルトノフ郡 |
| 047    | ラドヴァニツェ駅                         | 3.6          | 12.3         | ■  |                                                        | フラデツ・クラーロヴェー州 | トルトノフ郡 |
| 047    | ヤノヴィツェ・ウ・トルトノヴァ駅         | 4.4          | 16.7         | ■  |                                                        | フラデツ・クラーロヴェー州 | トルトノフ郡 |
| 047    | ホドコヴィツェ・ウ・トルトノヴァ停留所   | 2.2          | 18.9         | ■  |                                                        | フラデツ・クラーロヴェー州 | トルトノフ郡 |
| 047    | ホルニー・アドルシパフ駅                 | 2.5          | 21.4         | ■  |                                                        | フラデツ・クラーロヴェー州 | ナーホド郡   |
| 047    | アドルシパフ駅                           | 3.3          | 24.7         | ■  |                                                        | フラデツ・クラーロヴェー州 | ナーホド郡   |
| 047    | テプリツェ・ナド・メトゥイー・スカーリ駅 | 3.5          | 28.2         | ■  |                                                        | フラデツ・クラーロヴェー州 | ナーホド郡   |
| 047    | テプリツェ・ナド・メトゥイー町駅         | 2.1          | 30.3         | ■  |                                                        | フラデツ・クラーロヴェー州 | ナーホド郡   |
| 047    | テプリツェ・ナド・メトゥイー駅           | 1.6          | 31.9         | ■  | 027号線（スタルコチ方面、ブロウモフ方面）              | フラデツ・クラーロヴェー州 | ナーホド郡   |